# Drepanídeos
Se procura a família de peixes, veja Drepaneidae.
Drepanídeos (Drepanidae) são uma família de insectos da ordem Lepidoptera.